# Haute École du paysage, d'ingénierie et d'architecture de Genève
Pour les articles homonymes, voir EIG.

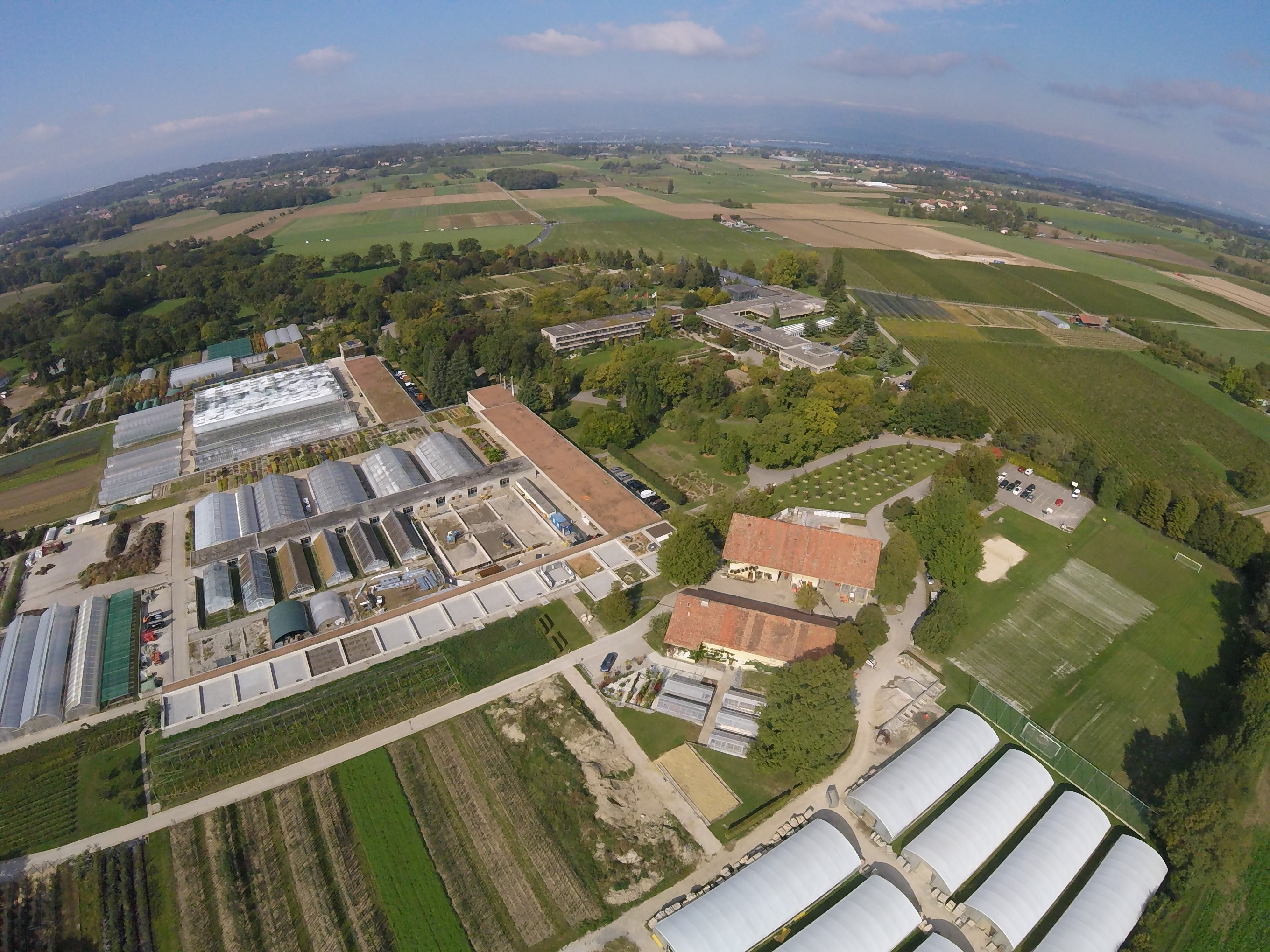
Le Centre de formation professionnelle nature et environnement (CFPNE), 150 rte de Presinge, vue aérienne

La Haute école du paysage, d'ingénierie et d'architecture de Genève ou HEPIA (anciennement, École d'ingénieurs de Genève ou EIG) est l'un des six établissements genevois rattachés aux hautes écoles spécialisées de Suisse occidentale (HES-SO). HEPIA est née de la fusion entre l'École d'ingénieurs de Lullier et l'École d'ingénieurs de Genève en 2008.
Par la recherche appliquée et les mandats, l'école est en contact permanent avec le monde professionnel. Dans le cadre du programme européen Erasmus, l'école permet aux élèves de faire une partie de leurs études dans une université étrangère.

## Histoire

### École d'ingénieurs/Technicum
Située rue de la Prairie (sur la rive droite du Rhône) (site de l'ancienne École d'ingénieurs de Genève), cette institution publique doit sa création à deux anciens du Collège Calvin. Après avoir poursuivi leurs études au Polytechnicum de Zurich, ces derniers veulent que leur ville d'origine possède une institution capable de former des techniciens. Soutenus par des chefs d'entreprise qui se plaignent du manque d'ouvriers qualifiés, ils lancent, en 1897, une pétition signée par plus de 2 000 personnes. Devant un tel plébiscite, les autorités cantonales acceptent d'ouvrir une telle institution avec une section de construction et de génie civil et une autre de mécanique appliquée et d'électrotechnique.
Le 22 juin 1901, le Grand Conseil du canton de Genève vote ainsi une loi instituant le Technicum de Genève. Le 24 septembre, 34 étudiants assistent au premier cours. Intégré à l'École des arts et métiers en 1909, il devient l'École supérieure technique en 1951 puis, 10 plus tard, l'École technique supérieure.
Pour l'anecdote, le bâtiment Wenger, situé le long de la rue de Lyon, arbore encore la plaque de l'École technique supérieure. Mais c'est en 1978 qu'il obtint son actuelle dénomination. De 34 élèves à sa création, l'école passe à 422 en 1956, pour culminer à 1269 en 1962 grâce à la construction de nouveaux bâtiments et à la création de nouvelles sections.
Le 1er octobre 1996, l'entrée en vigueur de la loi et de l'ordonnance sur les hautes écoles spécialisées lui confère le statut de HES. En octobre 1997, l'EIG accueille ses premières volées d'étudiants HES.

#### École d'enseignement technique
Parallèlement, l'École d'enseignement technique (EET) fut créée pour dispenser des formations de niveau secondaire post-obligatoire (degré secondaire II) aux élèves issus du cycle d'orientation qui souhaitaient accéder aux filières HES de l'École d’ingénieurs de Genève. Il s'agissait d'une formation à plein temps en école sur trois ans. Elle se soldait par une maturité technique qui permettait d'accéder dans la filière correspondantes de l'EIG.
L'école se composait alors des deux divisions HES et EET fréquentées chacune par environ 500 étudiants.
En 2008, l'EET est dissoute et remplacée par les formations professionnelles classiques avec CFC et maturité professionnelle. La maturité professionnelle est déplacée du CFPT à l'EIG dès la rentrée 2007. L'EIG travaille donc avec le Centre de formation professionnelle technique de Genève (CFPT). Les métiers seront répartis selon les prérogatives de chaque école. Mais ces deux écoles ont toujours eu d'étroites relations notamment avec l'école d'horlogerie du CFPT qui assure une partie des cours de l'EIG-HES pour la micro-technique horlogère.

### École d'horticulture
Cependant, il existe une autre école d'ingénieurs à Genève, celle de Lullier (EIL). Elle se nommait précédemment École d'horticulture. Cette école est spécialisée dans l'agronomie, l'architecture du paysage et la gestion de la nature. Elle possède aussi deux subdivisions : une HES et une école professionnelle post-obligatoire complémentaire au Centre de formation professionnelle technique de Genève, c'est-à-dire se rattachant au Degré secondaire II : le Centre de formation professionnelle nature et environnement.

#### Centre de formation professionnelle nature et environnement
Le Centre se décompose en trois formations :
- École d'horticulture proprement dite comprend une formation à plein temps en 4 ans dans cinq métiers : pépiniériste, arboriculteur, floriculteur, maraîcher, paysagiste, aboutissant à une Maturité professionnelle ou à deux Certificat fédéral de capacité au minimum.
- École pour fleuriste : formation à plein temps en 3 ans aboutissant au Certificat fédéral de capacité.
- Formation en alternance : école/entreprise formatrice en 3 ans aboutissant au Certificat fédéral de capacité[1].

### Fusion - Création de HEPIA
L'EIG et l'EIL ont fusionné en 2008 dans le but de diminuer les coûts de formation. Ils forment ensemble HEPIA, la Haute École du Paysage, d'Ingénierie et d'Architecture de Genève. Ainsi, une seule direction HES et une seule direction post-obligatoire professionnelle existent à Genève. Le DIP (département de l'instruction publique de Genève) a décidé de s'aligner sur le reste de la Suisse, à savoir donner une formation professionnelle classique type apprentissage (CFC) + maturité professionnelle technique en collaboration avec le CFPT.

## Formations
HEPIA propose neuf filières qui peuvent être suivies à temps plein ou à temps partiel. Ces filières sont regroupées en 4 départements :
- Construction et environnement
  - Architecture ;
  - Architecture du paysage ;
  - Génie civil
  - Technique des bâtiments.
- Sciences de la vie
  - Agronomie ;
  - Gestion de la nature.
- Technologies industrielles
  - Génie mécanique, incluant 2 options : Eco-Ingénierie et mécanique des fluides - énergies
  - Microtechniques.
- Informatique et systèmes de communication
  - Informatique et systèmes de communication, filière qui comprend 3 orientations de spécialisation :
    - Logiciels et systèmes complexes ;
    - Informatique matérielle ;
    - Communications, multimédia et réseaux.

Pour tous ces enseignements, il existe des formations de base et des formations continues. La filière ISC  peut aussi être suivie en cours d'emploi. La formation Technique des bâtiments se déroule sur 4 ans à temps partiel ou sur 3 ans à temps plein.
La formation de base s'achève par l'obtention d'un bachelor of Science ou of Arts. Les étudiants qui le souhaitent peuvent suivre un Master dans une HES ou une université/école polytechnique.

## Associations partenaires
- Biomobile, association reconnue d’utilité publique par les instances officielles, créée en 2008 par Michel Perraudin. Elle a pour but de réaliser des véhicules, bénéficiant d'une excellente visibilité, minimisant le recours aux ressources non renouvelables en utilisant, le plus largement possible, des matériaux végétaux, tout en assurant la promotion de ces matériaux et en faisant appel, le cas échéant, à des carburants issus de déchets organiques.

## Sources
- 1901-2001 : un siècle d'enseignement à l'École d'Ingénieurs de Genève, La Tribune de Genève, 26 septembre 2001
- Site du CFPT

## Liens
- haute école du paysage, d'ingénierie et d'architecture de Genève, Site officiel
- CFP
- Site du DIP
- Centre de formation professionnelle nature et environnement de Lullier
- hepia Geneva Wind Tunnels - cmefe